# 罗碧升
罗碧升（1949年12月－）湖南华容人，曾任湖南省人大常委会财经委员会副主任委员。毕业于湖南理工学院中文系中文专业。
历任共青团华容县委书记、中共南山公社、新河公社党委书记，华容县农村办主任、副县长、钱粮湖农场党委书记，1992年7月任岳阳市副市长兼工业工委书记，1997年12月任岳阳市委常委、常务副市长，1999年12月任岳阳市委副书记、代市长；2000年2月当选为岳阳市市长；2006年9月任湖南省人大常委会财经委员会副主任委员。
2003年1月1日，罗碧升作为岳阳市唯一的市长候选人，在岳阳市人民代表大会选举中，选票未过半而落选。在随后的二次选举中才被选中。这是中国近年罕见的市长落选事件。